# Витрак-сюр-Монтан
Витра́к-сюр-Монта́н (фр. Vitrac-sur-Montane, окс. Vitrac de Montana) — коммуна во Франции, находится в регионе Лимузен. Департамент — Коррез. Входит в состав кантона Коррез. Округ коммуны — Тюль.
Код INSEE коммуны — 19287.
Коммуна расположена приблизительно в 390 км к югу от Парижа, в 75 км юго-восточнее Лиможа, в 19 км к северо-востоку от Тюля.

## Население
Население коммуны на 2008 год составляло 252 человека.
| 1962 | 1968 | 1975 | 1982 | 1990 | 1999 | 2008 |
| ---- | ---- | ---- | ---- | ---- | ---- | ---- |
| 280  | 303  | 286  | 239  | 244  | 214  | 252  |

## Экономика
В 2007 году среди 132 человек в трудоспособном возрасте (15-64 лет) 99 были экономически активными, 33 — неактивными (показатель активности — 75,0 %, в 1999 году было 73,0 %). Из 99 активных работали 93 человека (53 мужчины и 40 женщин), безработных было 6 (2 мужчин и 4 женщины). Среди 33 неактивных 10 человек были учениками или студентами, 13 — пенсионерами, 10 были неактивными по другим причинам.

## Достопримечательности
- Церковь Сен-Мартен (XII век). Памятник истории с 1973 года[3]

## Фотогалерея

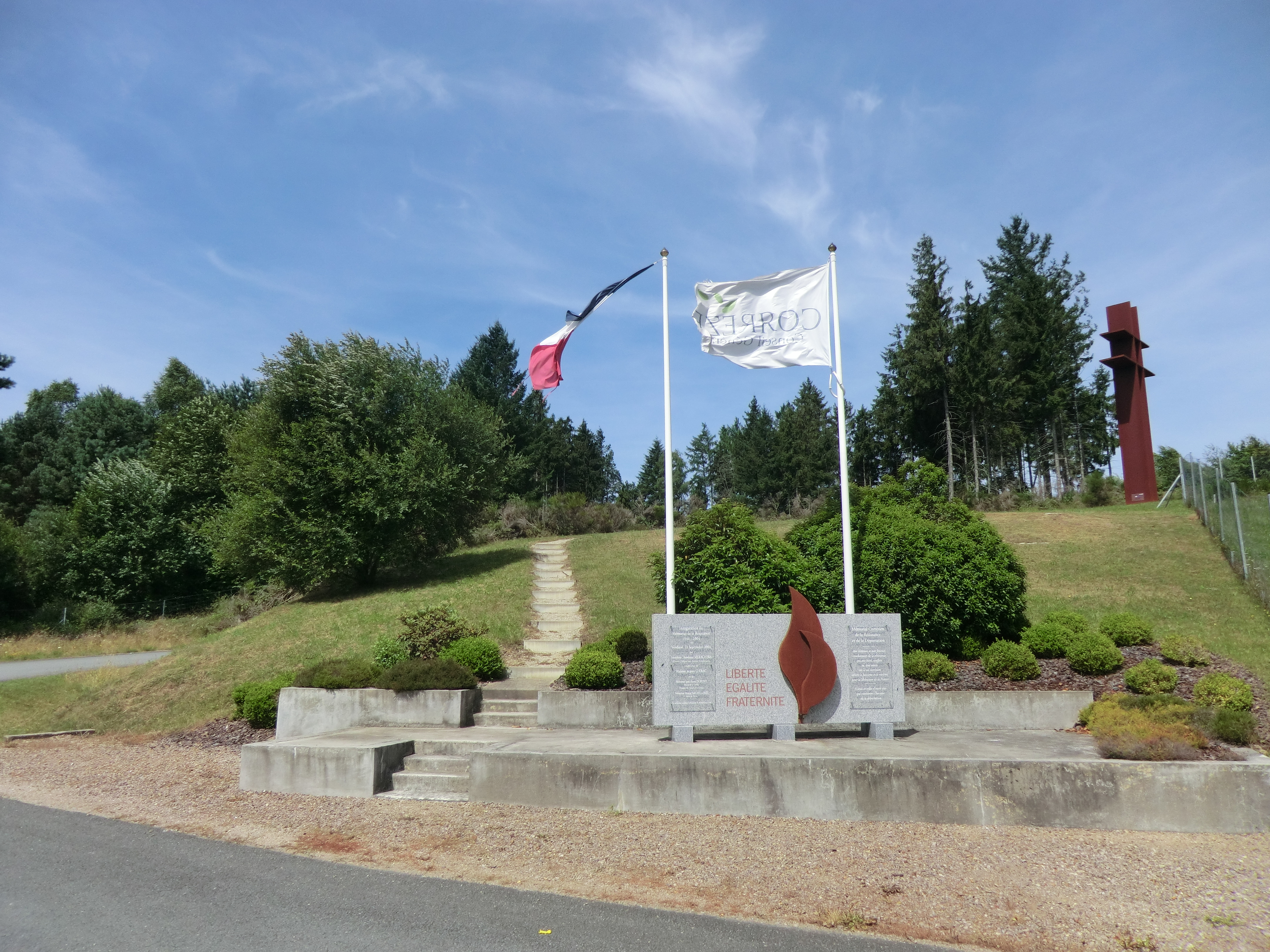
Памятник Движению Сопротивления
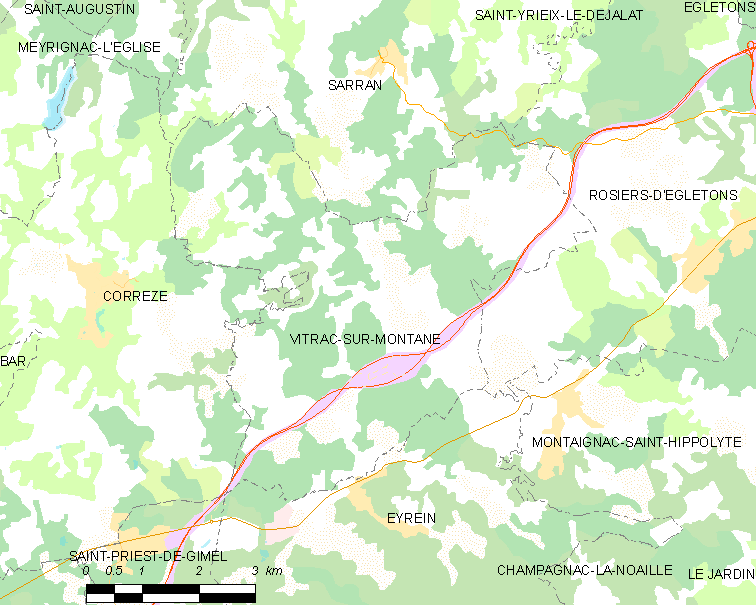
Карта коммуны